# متناقص تاجي
المتناقص التاجي (دكرونيم) هو الاسم التاجي الذي المولد من اسم تاجي آخر بإبدال كل حرف من حروفه بالحرف الذي قبله في الترتيب.

## أمثلة

### إنجليزية
- HAL أي Heuristically programmed algorithmic computer) متناقص تاجي من آي بي إم (أي International business machines).[2]